# بلیز
بلیز (انگلیسی: Belize) (‎i‎/bəˈliːz/‎) کشوری در آمریکای مرکزی و غرب اقیانوس اطلس است. بلیز از شمال با مکزیک از غرب با گواتمالا و از جنوب با هندوراس مرز مشترک دارد. پایتخت بلیز، بلموپان است.
جمعیت این کشور ۴۲۰٬۰۰۰ نفر و زبان رسمی آن انگلیسی است. در سال ۱۹۸۱ از بریتانیا مستقل شده و واحد پول آن دلار بلیز است. مردم این کشور از تبارهای گوناگون و آمیخته سرخ‌پوست، سفیدپوست و سیاه‌پوست‌اند؛ ۳۶ درصد از مردم بلیز مستیزو (دورگه سرخ‌پوست و سفیدپوست) هستند.
عمده‌ترین منابع مالی این کشور کشاورزی، بانکداری و گردشگری است. عمده‌ترین فراورده‌های صادراتی این کشور شکر و طرف‌های اقتصادی عمده این کشور آمریکا، مکزیک و اتحادیه اروپا هستند. بانکداری در این کشور از وضعیت مطلوبی برخوردار است.
بلیز کم جمعیت‌ترین و کوچک‌ترین کشور منطقه آمریکای مرکزی به‌شمار می‌آید. این کشور از شمال با مکزیک و از غرب و جنوب با گواتمالا همسایه است. در شرق این کشور دریای کارائیب قرار دارد. دین اغلب مردم این کشور مسیحی است. ۴۰ درصد از بلیزی‌ها کاتولیک رومی و ۳۱٫۷ درصد پروتستان هستند.
این کشور در دوره‌های مختلف تحت حکومت اسپانیا و بعد هم انگلیس بود و در دوره‌ای «هُندوراس بریتانیا» نامیده می‌شد و سپس به استقلال رسید. این کشور جزو کشورهای همسود (مشترک‌المنافع) است. گردشگری مهم‌ترین منبع درآمد خارجی این کشور است. در این کشور چشم‌اندازهای طبیعی زیبا و بازمانده‌های تاریخی از دوره مایاها را می‌توان یافت. تولید شکر و موز و مرکبات برای صدور بخش عمده اقتصاد را تشکیل می‌دهد. در عین حال این کشور به مرکزی برای داد و ستد مواد مخدر نیز تبدیل شده‌است و به همین دلیل جنایات و قتل‌های زیادی در آن روی می‌دهد.
مستعمره هندوراس بریتانیا در ۱۹۷۳ به بلیز تغییر نام داد و در ۱۹۸۱ استقلال یافت. به دنبال توفندی شدید در ۱۹۶۱، مقر پایتخت از بلیزسیتی به جایی دور از دریا و به شهر نوبنیاد بلموپان انتقال یافت. گواتمالا تا ۱۹۹۱ بر ادعای مالکیت بر بلیز به عنوان بخشی از قلمرویش ادامه داد.
بلیز به عنوان تنها کشور عضو کاریکام در منطقه آمریکای مرکزی است که تمامی مردم آن به دو زبان انگلیسی و اسپانیایی مسلط هستند.

## تاریخ

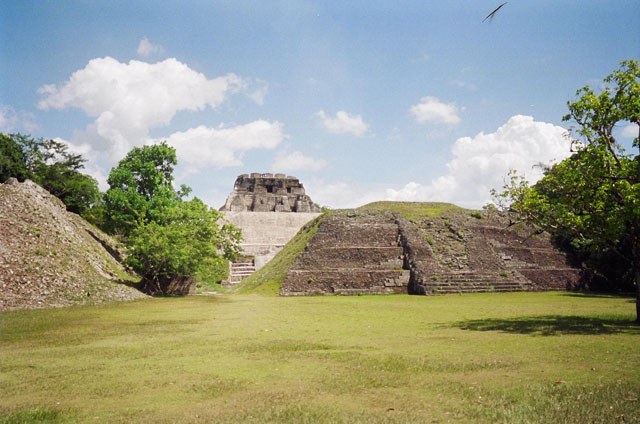
شونانتونیچ

نام بلیز از زبان قوم مایا آمده و به معنای «آب گل‌آلود» است که به رودخانه بلیز اشاره دارد.
میان سال‌های ۱۵۰۰ پیش از میلاد و ۳۰۰ پس از میلاد تمدن مایا در منطقه بلیز کنونی گسترش فزاینده‌ای یافت، کاوش‌ها در مناطق باستان‌شناسی همچون، کاراکول، لامانای، لوبا آنتون، «آلتون‌ها» و شونانتونیچ صحت این مدعا و گسترش تمدن مایا را در منطقه بلیز تأیید می‌کند. نخستین ارتباط اروپاییان با این منطقه به سال ۱۵۰۲ و پیاده شدن کاشف اسپانیایی، کریستوف کلمب در سواحل بلیز بازمی‌گردد، از سال ۱۶۳۰ میلادی بریتانیا نفوذ خود را در این منطقه گسترش داد و کشتی‌هایی را که حامل مهاجران و مستعمره‌نشینان بریتانیایی بود به بلیز گسیل داشت، در سال ۱۹۳۸ یکی از این کشتی‌های مهاجرنشینان در دریای کارائیب غرق شد. طی سال‌های ۱۶۵۰ و ۱۸۰۰ و در طول این ۱۵۰ سال بلیز شاهد دزدی‌های دریایی و حمله سرخ‌پوستان و اسپانیایی‌تباران مناطق مجاور بود. در رقابت دو قدرت استعماری یعنی اسپانیا و بریتانیا بر سر بلیز پیروزی از آن بریتانیا بود، در طی نبردی موسوم به نبرد سنت جورجز کی در سال ۱۷۹۸ نیروی دریایی بریتانیا موفق به شکست اسپانیایی‌ها شد.
در سال ۱۸۴۰ بریتانیا این منطقه را مستعمره خود قلمداد و نام آن را هندوراس بریتانیا نهاد. هندوراس بریتانیا در سال ۱۸۶۲ به مستعمره سلطنتی بریتانیا بدل گشت. خودمختاری داخلی در ژانویه ۱۹۶۴ به هندوراس بریتانیا داده شد. در سال ۱۹۷۳ هندوراس بریتانیا به بلیز تغییر نام داد. کشور بلیز در ۲۱ سپتامبر ۱۹۸۱ رسماً از بریتانیا اعلام استقلال کرد. اما گواتمالا که از سال ۱۸۰۰ ادعای مالکیت بلیز را مطرح کرده بود از به رسمیت شناختن استقلال بلیز خودداری کرد. در همین ارتباط نیروهای بریتانیایی همچنان برای دفاع از بلیز در این کشور باقی‌ماندند و مناقشه بین بریتانیا و گواتمالا بر سر بلیز همچنان حل‌نشده ماند. سرانجام گواتمالا در سال ۱۹۹۱ حاکمیت بلیز را به رسمیت شناخت، هرچند هنوز هم ادعای مالکیت بر بیش از نیمی از بلیز را تکرار می‌کند.

## جغرافیا
جنگلی استوایی بیشتر بلیز را پوشانده‌است. در جنوب بلیز کوه‌های مایا جای دارد. شمال عمدتاً باتلاقی و کم ارتفاع است. رودهای مهم این کشور، هندو، بلیز، و نیو هستند. آب و هوای نیمه استوایی این کشور را بادهای تجارتی معتدل می‌کند. بارندگی سنگین است، ولی فصل خنک از فوریه تا مه است.
بلیز دارای آب و هوایی گرمسیری، گرم و مرطوب است، همچنین بلیز دارای اقلیمی صاف و مسطح، دشت‌های باتلاقی در امتداد ساحل و کوه‌های پست در جنوب است. بلندترین نقطه بلیز، قله دویلز دیلایت نام دارد که با ۱۱۶۰ متر ارتفاع در جنوب بلیز واقع شده‌است، قله ویکتوریا نیز با ۱۱۲۲ متر ارتفاع، دیگر قله مرتفع بلیز به‌شمار می‌رود.
از مهم‌ترین شهرهای بلیز می‌توان به بلیزسیتی ۶۳ هزار نفر، سان ایگناسیو ۲۲ هزار نفر، اورنج واک ۱۶ هزار نفر و دانگریگا ۱۱ هزار نفر اشاره کرد.

## تقسیمات کشوری

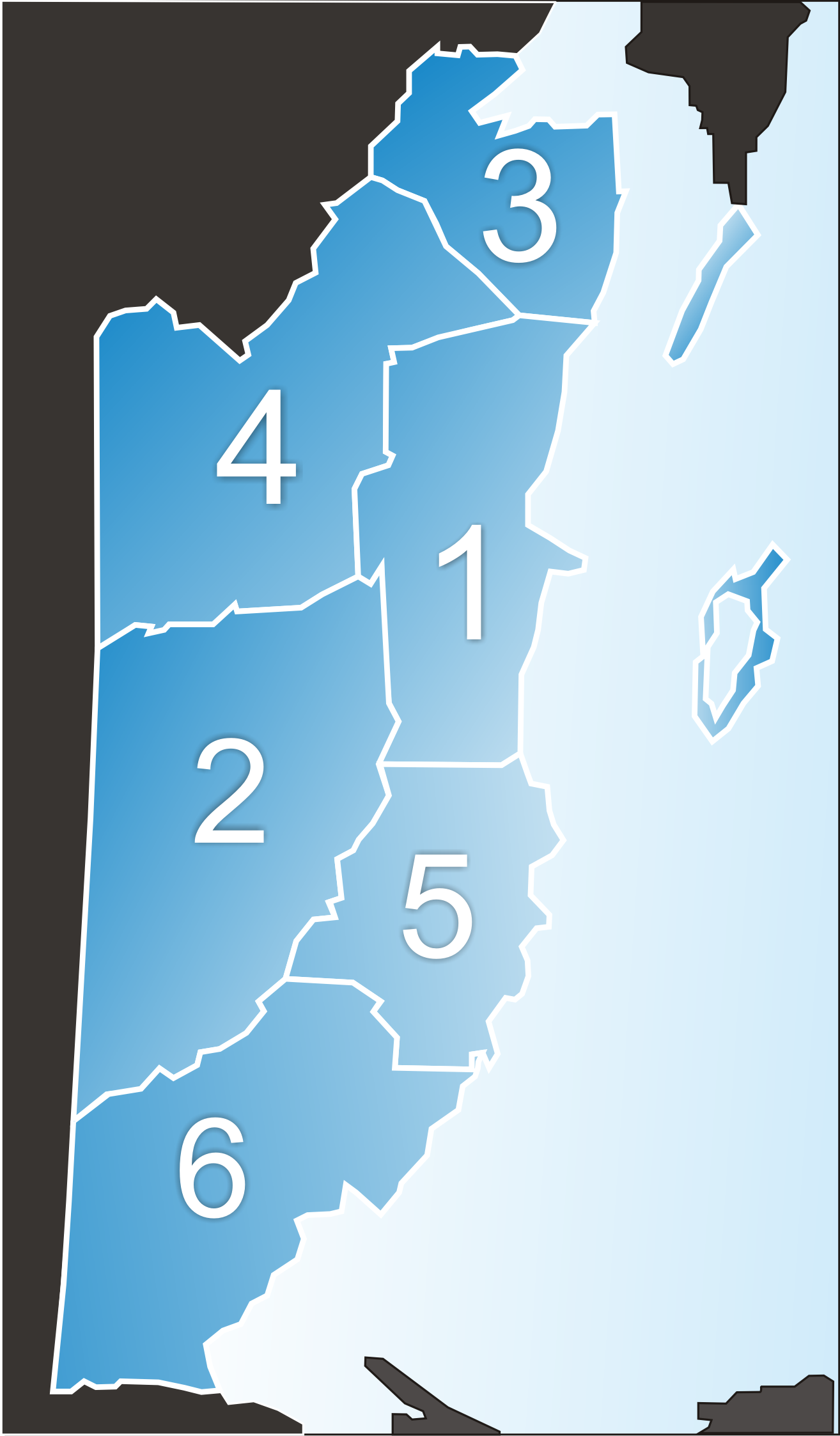
استان‌های بلیز

بلیز به ۶ استان بخش می‌گردد که نام، مساحت و جمعیت آن‌ها در زیر آمده‌است:
1. استان بلیز ۴٬۳۱۰ کیلومتر مربع – ۱۲۴،۰۹۶ نفر
2. استان کایو ۵٬۲۰۰ کیلومتر مربع – ۹۹،۱۱۸ نفر
3. استان کوروزال ۱٬۸۶۰ کیلومتر مربع – ۴۹،۴۴۶ نفر
4. استان اورنج واک ۴٬۶۰۰ کیلومتر مربع – ۵۲،۵۵۰ نفر
5. استان استن کریک ۲٬۵۵۰ کیلومتر مربع – ۴۴،۷۲۰ نفر
6. استان تولیدو ۴٬۴۱۰ کیلومتر مربع – ۳۸،۵۵۷ نفر

جمع مساحت و جمعیت ۲۲٬۹۳۰ کیلومتر مربع – ۴۰۸،۴۸۷ نفر

## سیاست
رئیس حکومت در این کشور به‌طور رسمی پادشاه انگلیس است که نمایندگی از او را فرماندار کل به عهده دارد. نخست‌وزیر، رئیس دولت است. رهبر حزب پیروز در انتخابات مجلس ملی به عنوان نخست‌وزیر انتخاب می‌شود.
قوه قانونگذاری این کشور از دو بخش تشکیل شده‌است. مجلس سنا ۱۲ کرسی دارد و نمایندگان آن را فرماندار کل تعیین می‌کند. مجلس ملی این کشور ۳۱ کرسی دارد. نمایندگان این مجلس با رأی مردم برای دوره‌ای پنج ساله انتخاب می‌شوند.
هشت عضو مجلس سنا از طرف فرماندار کل گمارده می‌شوند. ۲۸ عضو مجلس نمایندگان برای دوره‌ای پنج ساله با رأی تمامی افراد بالغ انتخاب می‌شوند. فرماندار کل شخصی را به نخست‌وزیری منصوب می‌کند که از پشتیبانی اکثریت مجلس نمایندگان برخوردار است و همچنین کابینه را با توصیه نخست‌وزیر، انتصاب می‌کند. کابینه به مجلس نمایندگان پاسخگو است.
احزاب عمده سیاسی بلیز عبارتند از حزب متحد مردم و حزب دموکراتیک متحد.
سعید موسی برای دوره سوم نیز در سال ۲۰۰۳ به نخست‌وزیری بلیز منصوب شد. در ۱۷ نوامبر ۱۹۹۳ سر کولویل یانگ از جانب بریتانیا به عنوان فرماندار کل بلیز منصوب شد. در روز ۸ فوریه ۲۰۰۸ نیز دین بارو به سمت نخست‌وزیر بلیز منصوب شد.
در انتخابات پارلمانی بلیز نیز که در ۶ فوریه برگزار شد حزب دموکراتیک متحد به رهبری دین بارو با کسب ۵۷ ٪ آراء ۲۵ جایگاه از ۳۱ جایگاه مجمع نمایندگان بلیز را به خود اختصاص داد. دین بارو بلافاصله در ۱۱ فوریه کابینه خود را تشکیل داد و علاوه بر پست نخست‌وزیری، پست وزیر امور مالی کشور نیز را به خود محول کرد، در این کابینه ویلفرد الرینگتون به سمت وزیر خارجه، کارلوس پدرومو به سمت وزیر امنیت ملی و همچنین در ۱۲ فوریه، گاسپار وگا را نیز به سمت کفیل خود معرفی کرد.

## اقتصاد

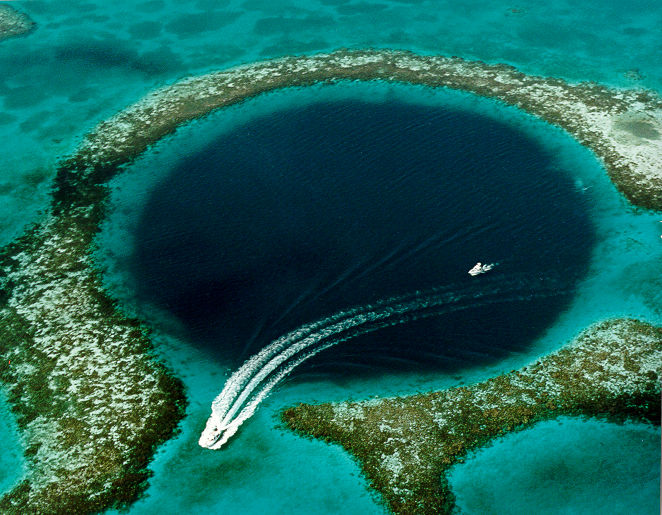
چال بزرگ آبی، نزدیک به امبرگری کی، بلیز.

از مهم‌ترین صادرات بلیز می‌توان به شکر، موز، مرکبات، پوشاک، فراورده‌های شیلات، شیره قند و چوب اشاره کرد. گردشگری نیز از جمله صنایع مهم در بلیز به‌شمار می‌رود.
تولید ناخالص داخلی در این کشور ۴۴۴/۲میلیارد دلار است. ۱۱۳ هزار نفر نیروی کار این کشور را تشکیل می‌دهند. محصولات وارداتی این کشور شامل ماشین‌آلات و تجهیزات حمل و نقل، کالاهای تولیدی کارخانه‌ای، سوخت، مواد شیمیایی، دارو، مواد غذایی، نوشیدنی‌ها و تنباکو است که از کشورهای آمریکا (۷/۳۵ درصد)، مکزیک (۱۳ درصد)، کوبا (۷٫۷ درصد)، گواتمالا (۲/۷ درصد) و چین (۳/۴ درصد) وارد می‌شود.
فراورده‌های صادراتی این کشور شامل شکر، موز، مرکبات، پوشاک، ماهی، شیره قند و چوب است که به کشورهای آمریکا (۹/۳۳درصد)، انگلیس (۶/۳۳درصد) و ساحل عاج (۷/۳ درصد) صادر می‌شود.
برپایه گزارش دومین بررسی سیاست تجاری کشور بلیز، این کشور با داشتن یک اقتصاد باز کوچک در معرض خطر شوک‌های خارجی اقتصادی و زیست‌محیطی قرار دارد و در نتیجه با چالش‌های بسیار عمده‌ای روبرو می‌باشد. بحران اقتصادی سال ۲۰۰۸ نیز تأثیرهای سوئی بر اقتصاد بلیز به ویژه در بخش سرمایه‌گذاری خارجی، گردشگری و پرداختهای خارجی گذارده، که از قضا تمامی این بخش‌ها نقش مهمی در تراز پرداخت‌ها و غلبه بر کسری بزرگ تجارت کالایی این کشور ایفا می‌نمایند. سطح بالای بدهی خارجی و وابستگی به وام‌های سازمان‌های بین‌المللی فضای چندانی برای انعطاف‌پذیری مالی کشور بلیز باقی نگذارده‌است. از طرف دیگر رابطه ثابت میان دلار بلیز و دلار ایالات متحده آمریکا با همه محاسنی که دارد، فضا را برای سیاست‌های پولی این کشور محدود کرده‌است. به‌رغم محدودیت‌های موجود در سیاست‌گذاری‌های داخلی، بلیز پیشرفت‌های چشمگیری در مقابله با شوک‌های خارجی داشته‌است که از طریق متنوع‌سازی اقتصاد خود و دور کردن آن از وابستگی به صادرات معدود فراورده‌های کشاورزی به‌دست آورده‌است. گونه‌گون‌سازی اقتصاد بلیز تنها منحصر به گسترش بخش خدمات این کشور نمی‌شود، بلکه تنوع بخشی به ترکیب صادرات کشاورزی این کشور در مورد محصولاتی چون خربزه درختی، کشمش، برنج و غیره نیز سرایت کرده‌است.

## مردم
| دین در بلیز – سرشماری ۲۰۱۰ | دین در بلیز – سرشماری ۲۰۱۰ | دین در بلیز – سرشماری ۲۰۱۰ | دین در بلیز – سرشماری ۲۰۱۰ | دین در بلیز – سرشماری ۲۰۱۰ |
| -------------------------- | -------------------------- | -------------------------- | -------------------------- | -------------------------- |
| دین                        | دین                        |                            |                            | درصد                       |
| کاتولیک رومی               | کاتولیک رومی               |                            | ۴۰٫۰٪                      | ۴۰٫۰٪                      |
| پروتستان                   | پروتستان                   |                            | ۳۱٫۷٪                      | ۳۱٫۷٪                      |
| دیگر ادیان                 | دیگر ادیان                 |                            | ۱۰٫۲٪                      | ۱۰٫۲٪                      |
| بی‌دین                      | بی‌دین                      |                            | ۱۵٫۶٪                      | ۱۵٫۶٪                      |

نژاد ۳۶ ٪ از بلیزی‌ها، مستیزو (دورگه اسپانیایی و سرخ‌پوست «سرخ و سفید») ۲۴ ٪ را کریول (دورگه سیاه و سفید)، ۱۰ ٪ را مایا و ۶ ٪ را گاریفونا تشکیل می‌دهند، همچنین دین ۴۹ ٪ از مردم بلیز، کاتولیک، ۲۷ ٪ پروستان (شامل: ۷ ٪ پنتکوستال، ۵ ٪ انگلیکن، ۵ ٪ ادونتیست روز هفتم، ۴ ٪ منونایت و ۳ ٪ متدیست) می‌باشد.

## فرهنگ
نماد ملی بلیز گل ارکیده سیاه است.